# Moric Fialka
Moric Fialka (30. října 1809 Písek  – 13. června 1869 Krakov), uváděný i s křestním jménem Mořic, byl český důstojník v rakouské armádě, novinář a překladatel.

## Život
Narodil se v rodině lékaře. Studoval na staroměstském gymnáziu a četba řeckých klasiků ho přivedla k myšlence stát se vojákem. Navzdory odrazování trval na svém rozhodnutí a roku 1824 nastoupil jako kadet k 28. pěšímu pluku. Vedle vojenských povinností se učil cizí jazyky. V letech 1838–43 vyučoval češtinu na Tereziánské vojenské akademii ve Vídeňském Novém Městě. Roku 1848 se účastnil obléhání Prahy; u Běchovic zachraňoval příslušníky ozbrojených sil, kteří utíkali z revolucí ovládaného města. Potom se zapojil do potlačování povstání ve Vídni a Uhrách. Za hrdinství v bitvě u Kápolny 27. února 1849 dostal vojenský záslužný kříž. Byl přijat do šlechtického stavu a stal se podplukovníkem.
Roku 1859 byl jmenován místním velitelem v Tridentu (pomáhal tam zraněným v italské válce – viz Bitva u Solferina) a o rok později v Mantově. Roku 1862 byl přeložen do Krakova. Mimo jiné byl přísedícím u válečného soudu, před kterým stanuli polští revolucionáři. Svou mírností jim v mnoha ohledech prospěl. V roce 1864 odešel do důchodu. Nikdy nezapřel svůj český původ, podporoval českou kulturu a literaturu.
Jeho synovcem byl Emanuel Salomon Friedberg-Mírohorský. Fialka na něj měl velký vliv, zejména na vojenské akademii, kdy na něho dohlížel a posiloval v něm české národní cítění. Společně pak byli oceněni za statečnost u Kápolny.

## Literární (překladatelské) dílo
Fialka vynikal svým vzděláním nad ostatní rakouské důstojníky. Vedle povinné němčiny uměl anglicky, francouzsky i slovanské jazyky. Přeložil několik prací Charlese Dickense – román Oliver Twist a povídky Štědrý večer a Zvony. Je také autorem českého překladu Nového cvičebního řádu c. k. pěchoty. Psal články do časopisů Květy a Koruna chrudimská.